# Basilica Emilia
La basilica Emilia (in latino basilica Aemilia) è una basilica civile, edificata nel Foro Romano dell'antica Roma. La basilica, sebbene pervenutaci solo in forma di rovine, è l'unica sopravvissuta dell'epoca repubblicana a Roma, essendo completamente scomparse la basilica Porcia (la più antica), la basilica Sempronia e la basilica Opimia. Nonostante ciò, l'aspetto odierno è influenzato dai numerosi restauri e rifacimenti di epoca imperiale.

## Prima della basilica Emilia

### Tabernae lanienae,argentariaeenovae
Sul lato nord-orientale della piazza del Foro erano attestate nel V secolo a.C. le tabernae lanienae, che ospitavano la vendita delle carni e furono sostituite alla fine del IV secolo a.C. dalle tabernae argentariae, sede dei banchieri, precedute dai maeniana o ballatoi di legno; la facciata fu adornata in varie riprese con gli scudi sottratti ai nemici vinti. Ricostruite dopo la distruzione subita nell'incendio del 210 a.C. presero il nome di tabernae novae (mentre quelle sul lato opposto della piazza, non toccate dall'incendio, erano chiamate tabernae veteres).

### Basilica citata da Plauto
Una prima basilica alle spalle delle tabernae argentariae fu costruita probabilmente tra il 210 a.C. e il 195-191 a.C., data in cui Plauto sembra attestarne l'esistenza (nei Captivi e nel Curculio). Dai resti visti negli scavi la basilica sembra fosse suddivisa in quattro navate pavimentate in tufo di Grotta Oscura, con la facciata sul retro preceduta da un portico che si affacciava verso il Forum Piscatorium e il Macellum (nella parte in seguito occupata dal Foro di Nerva).
La più antica basilica non sarebbe dunque quella catoniana testimoniata da Livio (fatta costruire da Catone il Censore nel 184 a.C.), bensì quella che menziona Plauto risalente alla fine del III secolo. Questa prima basilica non era altro che l'Atrium regium (in greco αὐλή βασιλική, luogo in cui il re-basileus in età ellenistica amministrava la giustizia), edificio situato tra il mercato del pesce e la Via Sacra, la cui fondazione è attribuita dalla tradizione a Numa.
Questa attribuzione leggendaria al secondo re di Roma nasconde la reale radice ellenistica della basilica Emilia: questa sorse per iniziativa della famiglia degli Aemilii ed era destinata a rappresentare il segno tangibile della loro ricchezza e del loro potere. Infatti Marco Emilio Lepido, censore nel 179, era stato incaricato dal Senato della tutela del re d'Egitto Tolemeo V Epifane nel 201-200 a.C. In occasione della sua missione ad Alessandria aveva avuto l'opportunità così di valutare l'efficacia delle grandi aule ipostile nelle quali i monarchi ellenistici davano pubblica manifestazione del loro potere.

### Basilica Fulvia-Aemilia

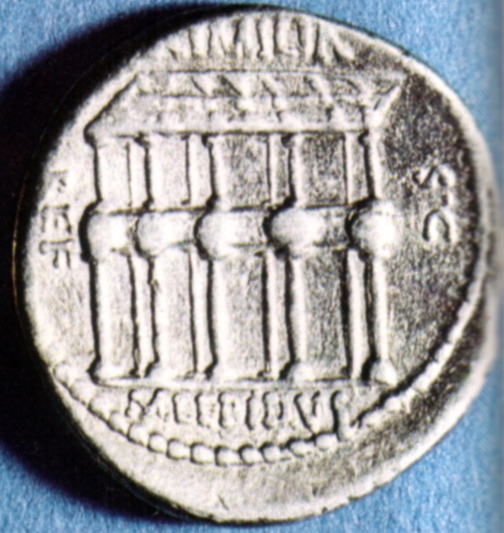
La moneta del 61 a.C. di Marco Emilio Lepido con raffigurazione dell'interno della basilica Emilia coi clipei al primo piano aggiunti dal padre.

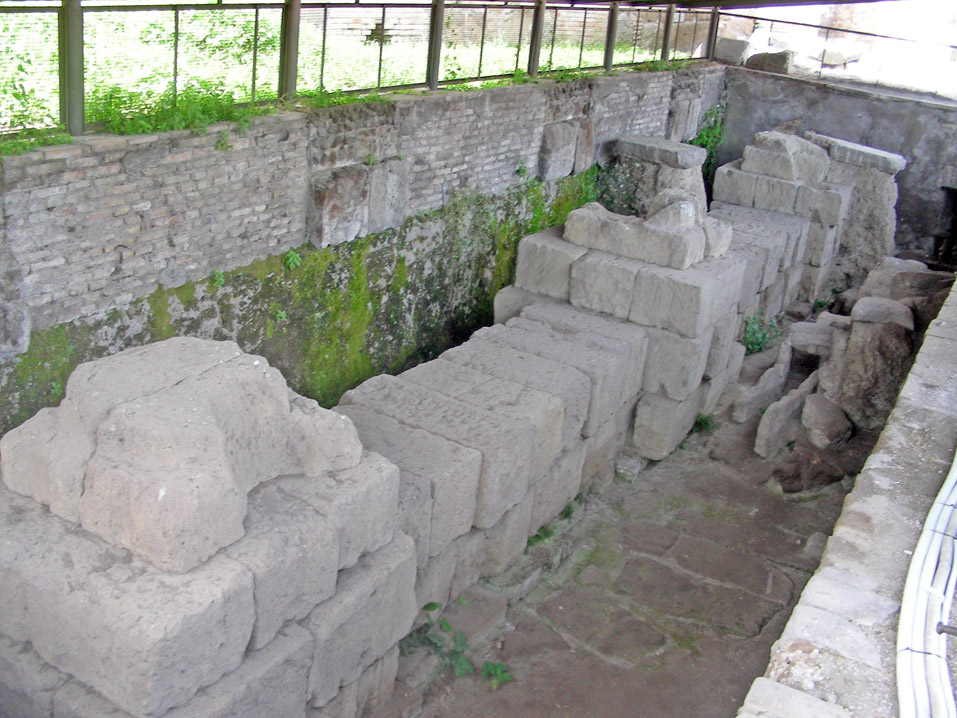
Resti della fase repubblicana, lato corto verso la Curia

La seconda fase rispetto alla basilica citata da Plauto è rappresentato dal nuovo edificio voluto dalla gens Emilia, filiazione diretta dell'Atrium Regium. L'edificio, costruito dal censore del 179 Marco Fulvio Nobiliore (collega di E. Lepido), ebbe il nome di Basilica Fulvia. In seguito alla morte del censore fu forse completata ad opera dell'altro censore Marco Emilio Lepido. A partire da lui, numerosi esponenti della gens Aemilia ne curarono i restauri (nel 78 a.C., 54 a.C., 34 a.C., 14 a.C. dopo un incendio e 22), così che l'edificio prese il nome di Basilica Aemilia. In questa fase la navata centrale fu allargata a spese del portico posteriore, che fu ristretto, e doveva avere tre navate con architravi in legno, pavimentate in travertino. La navata centrale doveva essere rialzata, secondo la consuetudine, per permettervi l'apertura di finestre nella parte alta, che garantissero l'illuminazione all'edificio.
Un saggio di scavo della parte più antica, sul lato ovest, permette di vedere come la pianta dell'edificio non sia sostanzialmente mutata nel corso delle ricostruzioni (a parte l'aumento di una navata sul lato nord, in modo da sfruttare più spazio possibile). Il lato sud era il lato maggiore che dava sulla piazza del Foro. Qui la facciata era composta da due ordini sovrapposti di sedici arcate, sostenute da pilastri con semicolonne, che creavano un portico anteriore. Da tre ingressi si accedeva all'interno, diviso in quattro navate e ampio circa 70 x 29 metri.
La Basilica Aemilia fu abbellita dal console del 78 a.C., omonimo del censore del secolo precedente (Marco Emilio Lepido), che vi appose dei "clipei" (scudi). Questo intervento fu ricordato da una moneta nel 61 a.C., del figlio, ancora omonimo, il futuro triumviro Marco Emilio Lepido, nella quale è raffigurato l'esterno dell'edificio con i clipei, probabilmente il portico a due piani che precedeva le tabernae verso la piazza del Foro (o secondo alcuni il portico posteriore).
Secondo alcuni studiosi, tuttavia, in quest'epoca la Basilica Aemilia costituiva un edificio separato dalla basilica Fulvia, costruito forse nel 164 a.C. dal censore Lucio Emilio Paolo e collocato sul lato corto sud-orientale della piazza, dove poi sorse il tempio del Divo Giulio. A questo edificio dovrebbe riferirsi in tal caso l'ornamentazione con i clipei e la raffigurazione della moneta.

## La Basilica Emilia

### Basilica Paulli

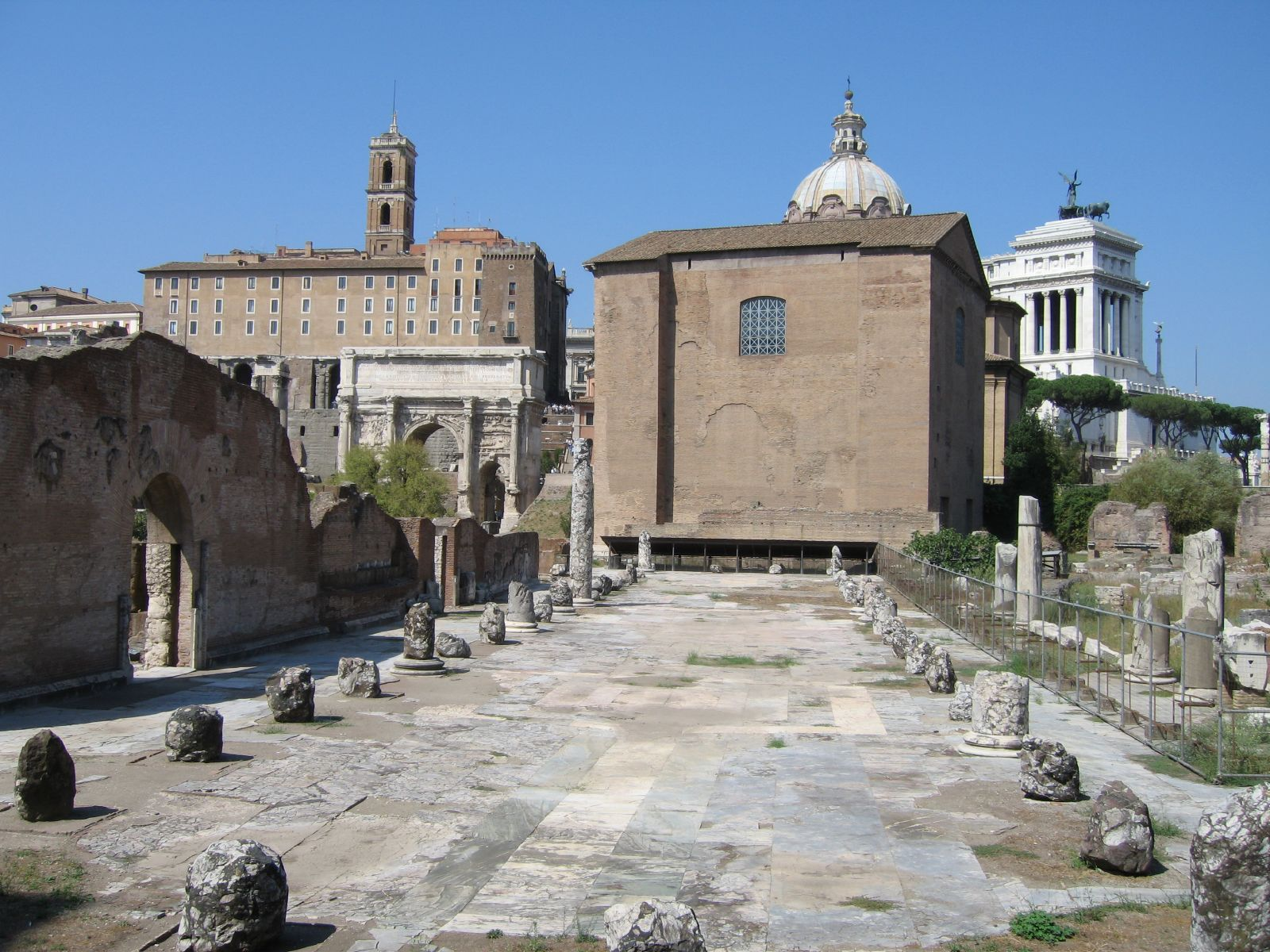
Interno della Basilica Emilia

Una nuova basilica in sostituzione della Basilica Fulvia era in corso di costruzione nel 55 a.C. ad opera di Lucio Emilio Lepido Paolo (un altro figlio del console del 78 a.C. Marco Emilio Lepido e fratello del triumviro), ma finanziata da Cesare. Fu inaugurata dal figlio omonimo di Lepido nel 34 a.C. con il nome di Basilica Paulli.
La basilica riprendeva la precedente Basilica Fulvia, accorciata tuttavia alle due estremità, e con una seconda navata aperta sul lato di fondo, al posto del portico posteriore. Ugualmente aperte con colonne erano le terminazioni sui lati corti, mentre il muro che chiudeva il lato verso il foro, preceduto all'esterno dalle antiche tabernae, doveva essere decorato da semicolonne.
Le colonne della navata centrale avevano capitelli corinzi e fusti in marmo africano e recavano un fregio con scene della storia mitica di Roma, quelle della seconda fila sul fondo avevano invece fusti in marmo cipollino e infine le colonne esterne avevano capitelli ionici. Le navate laterali erano coperte da volte in cementizio. Nulla si conosce dell'elevato al di sopra del primo ordine in questa fase.

### Fase augustea

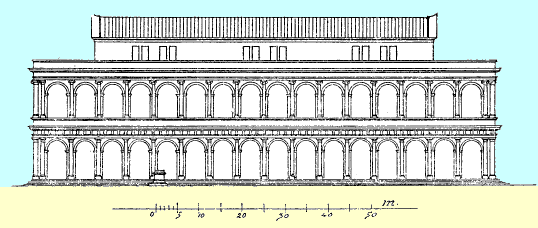
Disegno ricostruttivo della facciata della Basilica nella fase augustea (dal volume Christian Hülsen, Il Foro Romano. Storia e Monumenti del 1905)

Il nuovo edificio, bruciato in un incendio nel 14 a.C., fu ricostruito per volere di Augusto nel nome di un altro discendente della medesima gens Aemilia, riadoperando molti degli elementi architettonici della Basilica Paulli e con la stessa pianta. Le colonne delle quattro navate furono rifatte in marmo africano (che in realtà proveniva dall'Asia Minore) e anche il pavimento marmoreo attualmente visibile risale a questa fase. La ricostruzione era terminata nel 22 d.C. e da allora fu fissata in maniera definitiva la dimensione della piazza del Foro.
In questa occasione furono completamente ricostruite le taberne (le antiche tabernae novae argentariae) che precedevano la basilica verso la piazza del Foro e il portico antistante, strutturalmente separati dalla basilica vera e propria. Nella fila di taberne, più larghe di quelle precedenti, furono integrati i vani di passaggio verso l'interno della basilica e i vani scala per l'accesso ai piani superiori.
Il portico fu allargato verso la piazza e fu dedicato ai due nipoti dell'imperatore, Caio e Lucio Cesari (porticus Gai et Luci). Aveva in facciata due ordini di arcate inquadrate da pilastri con semicolonne doriche. A causa della sua notevole ampiezza fu necessario rafforzarne la struttura con "catene" metalliche trasversali che contrastavano la spinte laterali delle volte di copertura.
I piani superiori della basilica, mai completati o distrutti nell'incendio, furono integralmente ricostruiti. Sopra il colonnato del primo ordine sorse un attico con pilastri decorati da elementi vegetali, più larghi in corrispondenza delle colonne, uniti da transenne, e più sottili al di sopra degli intercolumni. Secondo una delle ipotesi ricostruttive, i pilastri più larghi erano preceduti da statue di barbari in marmo giallo antico e pavonazzetto sopra i risalti formati dalla trabeazione del primo ordine in corrispondenza delle colonne dei lati lunghi. Sopra i pilastri correva una trabeazione a piattabande di travertino rivestite di marmo. Questo piano intermedio al di sopra delle navate laterali dei lati lunghi sembra forse formato da camere separate, ciascuna corrispondente ad un intercolumnio.
Al di sopra di questo attico si elevava sui lati lunghi un secondo ordine di colonne, ancora con fusti in marmo africano, cipollino e pavonazzetto, mentre sui lati corti questo piano doveva essere chiuso da un muro verso la navata centrale.

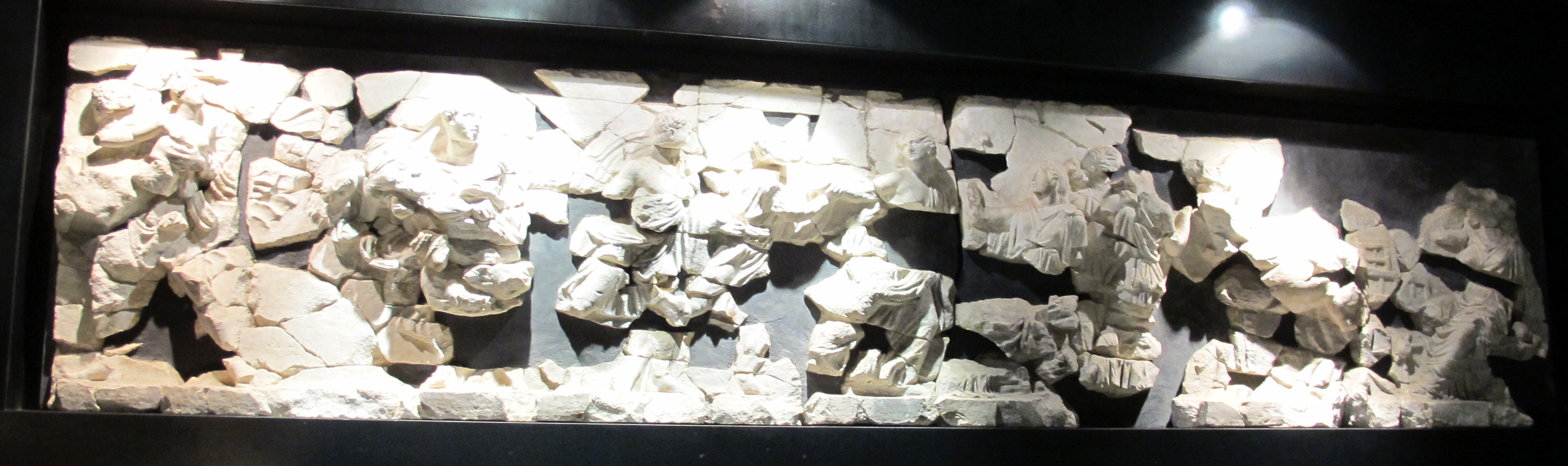
Fregio della Basilica con scena del ratto delle sabine.
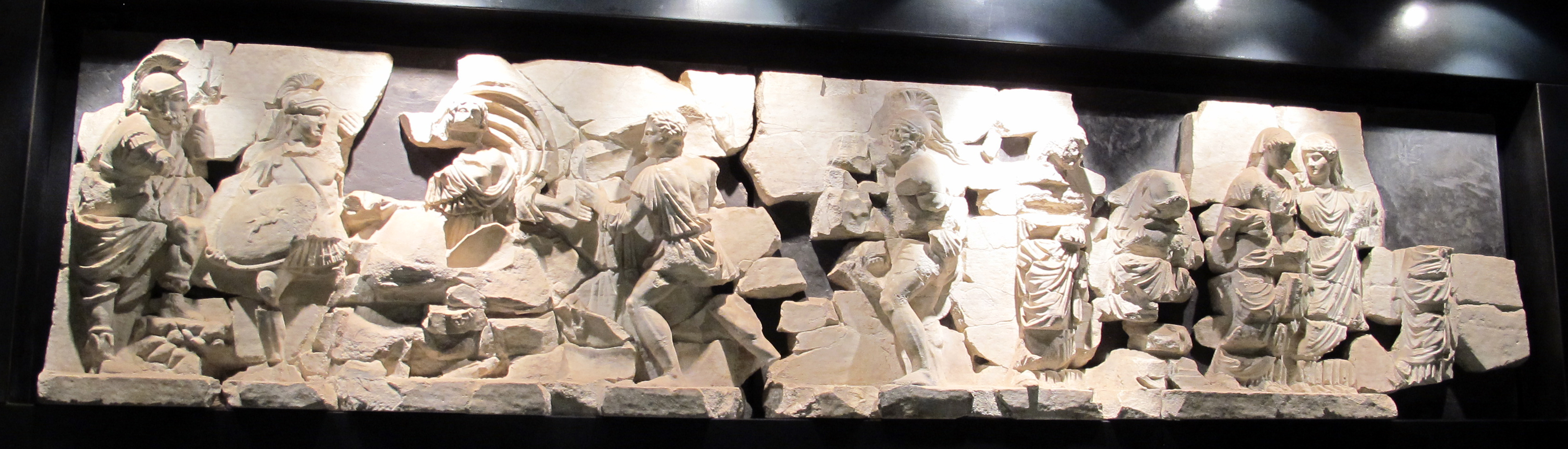
Fregio della Basilica con scena della punizione di Tarpeia.
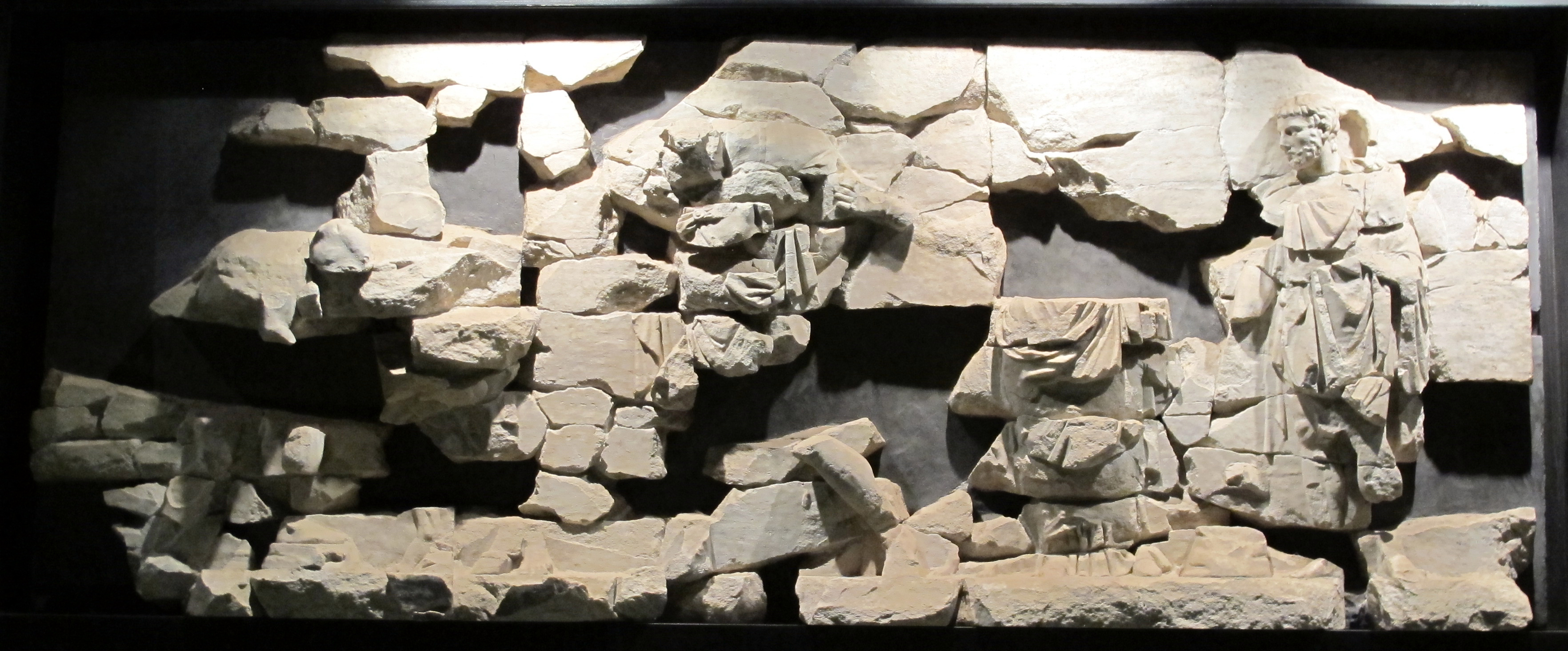
Fregio della Basilica con scena del congedo del pastore.

### Restauri successivi e distruzione

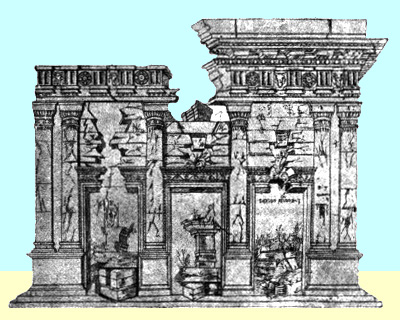
Disegno di Giuliano da Sangallo del 1480 con i resti della basilica all'epoca ancora conservati (dal volume Christian Hülsen, "Il Foro Romano - Storia e Monumenti" del 1905)

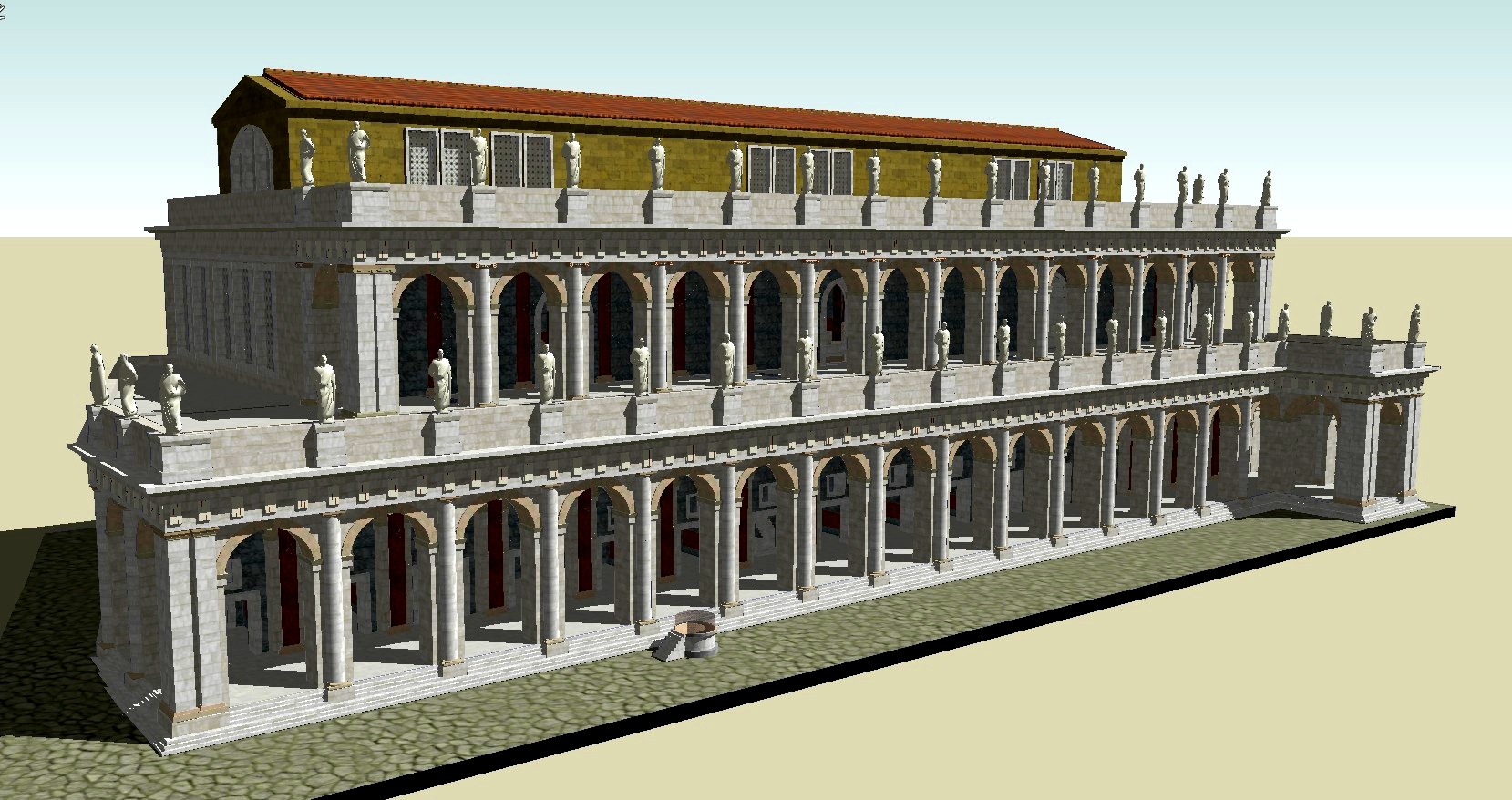
Ricostruzione della basilica

Sotto Tiberio l'edificio fu restaurato nel 22, ancora da un Marco Emilio Lepido. In questo restauro alcuni degli intercolumni del lato posteriore furono chiusi da muri e il colonnato del secondo ordine fu ugualmente rinforzato.
Con la costruzione del Tempio della Pace (75) e del Foro di Nerva (98), immediatamente alle spalle della basilica, il colonnato aperto della facciata posteriore fu sostituito da un muro continuo, rafforzato da contrafforti.
La basilica subì gravi danni nell'incendio sotto l'imperatore Carino, nel 283 e fu restaurato il muro verso le tabernae, sul quale furono ricollocati gli elementi marmorei originali. Dopo il portico fu ricostruita una serie di botteghe (tabernae) in opera quadrata di tufo. Fu inoltre necessario rifare alcuni blocchi delle trabeazioni del secondo ordine e del portico, che dovevano essersi danneggiati nell'incendio.
Probabilmente durante il sacco di Alarico nel 410, la basilica fu completamente distrutta da un incendio, nel quale le monete dei banchi dei cambiavalute che dovevano aver sede nell'edificio furono fuse sul pavimento di marmo e sono tuttora visibili (le monete risalgono infatti all'inizio del V secolo).
Nell'incendio bruciò anche la parte centrale del portico sud antistante. In seguito fu posto un nuovo pavimento sulle lastre vecchie e il settore del portico fu rimpiazzato da un portico con colonne di granito rosa su basamenti, molto più fitte dei pilastri del portico precedente. Tre di queste colonne sono state rialzate dopo gli scavi e sono ancora oggi sul lato est verso il tempio di Antonino e Faustina.
L'estremità del portico augusteo verso la Curia era ancora in piedi nel Cinquecento e il suo ordine dorico fu imitato nella chiesa di San Biagio a Montepulciano da Antonio da Sangallo il Vecchio.
Gli ultimi resti furono smontati all'inizio del XVI secolo, per essere riutilizzati nella costruzione del palazzo Castellesi-Giraud-Torlonia nel quartiere del Borgo.
Scavata negli anni trenta del Novecento, fu in parte rimontata sfruttando i resti delle colonne tardo-imperiali ritrovati.